# Систематика биљака
Сви данас постојећи биљни организми се разврставају у двије велике групе: ниже биљке - талофите (Talophyta) и више биљака - кормофите (Cormophyta). Ниже биљке имају тијело, названу талус, изграђено од сличних ћелија које не граде ткива и органе. Ове биљке живе претежно у води или влажној средини. У групу нижих биљака спадају: алге и лишајеви, те гљиве као посебна категорија. Кормофите имају тијело (кормус) изграђено од разноврсних ћелија које граде ткива, органе и живе претежно на копну. Вишим биљкама припадају: маховине, папрати, голосјеменице и скривеносјеменице.

## Алге
Од модрозелених алги током еволуције настале су сложеније грађене алге. Међу њима и даље се срећу једноћелијски облици, али и колонијални и вишећелијски облици различите грађе тијела. Алге имају вегетативно тијело које се зове талус, односно, немају јасно издиференциран коријен, стабло и лист. Поред постојећег пигмента хлорофила a, током еволуције изградиле су и друге хлорофиле b,c,d,e. На основу боје тијела, начина размножавања и других особина, алге дијелимо на: златасте, силикатне, мрке, црвене, жутозелене, аугленоиде, зелене алге и харе.

### Златасте алге
Златасте алге (Chrysiohyta) претежно чине једноћелијске алге које садрже хлорофил a и c, те пигменте каротин и ксантофил. Као резервна материја нагомилава се хризоламинарин у цитоплазми, а уље у вакуолама. Имају широко географско распрострањење, а налазе се у слатким, бракичним и сланим водама. Значајне су као произвођачи органских материја и кисеоника у воденим екосистемима, те као важна карика у ланцима исхране. 

### Силикатне алге
Силикатне алге (Bacillariophyta) или дијатомеје распрострањене су у слаткој и сланој води, најчешће у планктону, а неке врсте живе у влажном земљишту. То су једноћелијски облици, мрке боје. Ћелијски зид је посебне грађе, спољни слој је од стакласто прозирног силицијума, а унутрашњи од пектина. Састоји се од двије половине, при чему већа (епитека) поклапа мању (хипотека), слично поклопцу и кутији.
Облик ових организама је врло различит. У цитоплазми се налази једро и хроматофоре, а садрже рибозоме и митохондрије. Силикатне алге се размножавају диобом ћелија, а рјеђе полним путем помоћу гамета. Приликом диобе свака кћер ћелија добије по једну половину ћелијског зида, а другу дограђује. У полном начину размножавања двије јединке се приљубе, а њихова једра се спајају дајући зигот. Зигот расте у нову јединку и образује нови зид. Врло су значајни као произвођачи хране и важна карика у ланцу исхране водених организама. Осјетљиве су на промјену хемизма воде, па се користе као индикатори степена њене чистоће.

### Мрке алге
Мрке алге (Phaeophyta) су вишећелијски облици причвршћен за стијене у води, најчешће у морима. Талус показује велику разноврсност. 
Код најпростијих је кончаст, гранат или плочаст, али има врста чији је талус врло сложене грађе са издвојеним дијеловима налик на коријен, стабло и лист. Неки талуси имају ваздушни мјехур за одржавање талуса у усправном стању. Ћелијски зид је грађен од целулозе, алгина и фукоидина. У цитоплазми се налази једро, крупна вакуола, рибозоми и митохондрије. 
У хлоропластима се налазе хлорофили a и c, те фукоксантин који даје боју талусу. Резервне материје код ћелија су: алкохол манит, уље и полисахарид ламинарин, а скупљају се и знатне количине јода. Мрке алге размножавају се вегетативно, спорама и полно. Вегетативно размножавање врши се одвајањем дијелова талуса из којих се развијају нове јединке. Бесполно размножавање врши се спорама - зооспорама. Полни процес се одвија помоћу гамета различитог облика: изогамија (гамети су једнаки), хетерогамија (женски гамет је крупнији) и оогамија (женски гамет крупан и непокретан). Мрке алге служе као храна морским животињама, али и одлична заштита за икру и младунце риба. Неке врсте су богате угљеним хидратима и витаминима, па се користе у људској исхрани. Најпознатији родови су: Fucus, Laminaria, Macrocystis, Ectocarpus, итд.

### Црвене алге
Црвене алге (Rhodophyta) се налазе у свим океанима и претежно у тропским морима на великим дубинама (чак до 500 метара), а мали број у слатким водама.
Ријетки су једноћелијски облици а најчешће имају сложено грађен талус. Ћелијски зид је грађен од целулозе, пектина и агара. Хлоропласти садрже хлорофиле a и d, те велике количине фикоеритрина који даје боју талусу. Резервне материје су најчешће у облику скроба, означеног као флоридин. Размножавају се само полним начином, а њихови гамети су непокретни (без бичева и трепљи). Црвене алге се користе у исхрани, као салате, варива или додатак јелима. Сушене са другим алгама користе се у исхрани животиња и као ђубриво. Из ових алги добија се агар-агар, желатинозна супстанца која одржава влажност. Користи се у припремању подлога за узгој микроорганизама у биологији и медицини, те се примјењује у индустрији хљеба, папира, текстила, итд. Познати род је .

### Жутозелене алге
Жутозелене алге (Xanthophyta) су једноћелијски, колонијални и вишећелијски облици, који претежно насељавају слатке воде.Ћелије имају једно веома ситно једро, хлоропласти су плочасти или сочивасти, садрже хлорофиле a и e, каротине и ксантофиле. Основни облик резервне материје су масне капи. Ћелијски зид је грађен из два једнака или неједнака дијела од пектина прожетог силицијумом. Размножавају се вегетативно (диобом конца на неколико дијелова), бесполно помоћу зооспора, или полно, по типу изогамије и оогамије. Познатији родови су: Tribonema, Vaucheria, итд. 

### Еугленоиде алге
Еугленоиде алге (Euglenophyta) живе у слаткој и сланој води. То су једноћелијски облици без правог ћелијског зида, а спољашњи дио цитоплазме је чвршћи и назива се пеликула. Крећу се помоћу бичева (1-3 бича), а у хлоропластима се налази хлорофил a и c, те бета каротин. Осим аутотрофа има и сапрофитских облика, а неколико врста живе као паразити на водоземцима и бескичмењацима. Код неких облика присутна је очна мрља, тјелашце осјетљиво на свјетлост (фоторецептор). Размножавају се, најчешће, уздужном диобом ћелије, а током диобе се крећу. При неповољним условима формирају споре. Планктонсти облици значајни су у ланцу исхране, а фотосинтетски облици стварају кисеоник и органске материје. У мраку и при обилној органској исхрани еуглене губе хлорофил, па тада са аутотрофног прелазе на сапрофитски начин исхране. Најчешћи родови су: Euglena, Phacus, Trachelomonas, Colatium, итд. 

### Зелене алге
Зелене алге (Chlorophyta) су претежно становници слатких вода, мање их је у морској води, а постоје облици који насељавају стијене, стабла дрвећа и влажно земљиште. Јављају се као једноћелијски, колонијални или вишећелијски организми, а њихов талус може бити кончаст, плочаст или разгранат. Ћелије имају најчешће једно једро, а хлоропласти садрже пигменте хлорофил a и b, те каротине. Ћелијски зид грађен је од целулозе, резервна материја је скроб, а покретни облици имају бичеве. Размножавање је веома разноврсно. Вегетативно размножавање кончастих облика врши се одвајањем дијелова конца из кога се развија нова јединка. Код бесполног размножавања образују се зооспоре. Полно размножавање је типа оогамија, али се јавља специфичан облик - конјугација. Два различита талуса приближавају се један другом, између њих се формира копулациони канал преко кога садржај једне ћелије прелази у другу и настаје лоптасти зигот из кога се развија нови талус. По својим биохемијским карактеристикама и метаболизму зелене алге су блиске копненим (вишим) биљкама, па се сматра да више биљке воде поријекло од зелених алги. Зелене алге су богате врстама, али оне не залазе у воду дубље од неколико метара. Већина врста живи у планктону слатких вода или причвршћене за чврсту подлогу, а мањи број живи у морима близу обале. Производе кисеоник и продукују значајну количину органске масе а важне су у исхрани већег броја животиња, па и људи. Карактеристични једноћелијски облици су: Chlamydomonas, Chlorella, колонијални облици: Scenedesmus, Volvox, кончасти облици: Ulothrix, Spirogyra, те морски облици: Ulvam Caulerpa, Acetabularia. 

### Хара
Харофите (Charophyta) или пршљенице су вишећелијске крупне алге, жбунасти талус је веома сложене грађе и на њему се разликују стаблолики и листолики дио и ризоиди. Изданак има чланке и чворове. Распрострањене су у слатким споротекућим или стајаћим водама, а мали број врста живи у бракичним водама. Тјемене ћелије и неколико сусједних ћелија не садрже хлоропласте, а све друге ћелије имају сочивасте хлоропласте са хлорофилима a и b, те каротинима. Ћелијски зид је целулозан, а спољашњи дио је прожет кречним супстанцама. У централном дијелу цитоплазме је крупна вакуола, једра се налазе у великом броју, а резервна материја је скроб. Харофите се размножавају вегетативно. На ризоидима се налазе кртоласти израштаји који се одвајају од биљке и израстају у нове јединке. Полни процес је по типу оогамије, а на истом чвору се развијају антеридије и оогоније. С обзиром да су то крупне алге (најчешће 0,5-2 милиметра), на дну басена граде подводне ливаде, те представљају добру заштиту за рибну млађ. Представљају значајну карику у ланцу исхране водених организама, а у неким крајевима људи их скупљају, суше и користе као ђубриво. Најзначајнији род је .

## Гљиве
Гљиве (Mycophyta) су необичан, разноврстан и недовољно проучен свијет. 
Тијело гљива може бити грађено од једне или више ћелија, има облик мицелија који је изграђен од кончастих творевина - хифа. Мицелиј је мрежа хифа која, попут паукове мреже, прораста супстрат. Хифа је хранидбена нит гљиве, која на врху има заобљене изданке (хаусторије) који продиру у ћелије, упијају храну и тако хране гљиву. Хифе могу бити септиране и несептиране. Гљиве су еукариотски организми са диференцираним једром, ћелијски зид је грађен од хитина, а резервна материја је у виду гликогена (као и код животињских организама). За оптимално развиће гљива, поред потребних хранљивих материја, неопходна је повољна температура и довољно влажности. Будући да немају хлоропласте, гљиве убрајамо у хетеротрофне организме, а енергију стварају на сличан начин као и животиње и многе бактерије. Неке гљиве, да би се размножавале, развијају плодишта. Свако плодиште ослобађа сићушне споре, а клијањем спора на одговарајућој подлози настаје нови мицелиј. 
Једно плодиште ливадске печурке произведе око 16 милијарди спора.
Будући да не врше основну функцију биљака, фотосинтезу, а не крећу се и не размножавају полно попут животиња, не могу се сврстати ни у прву, ни у другу групу. Оне представљају посебан облик живота на земљи, који је развио три основне стратегије преживљавања у природи, а то су:
- гљиве симбионти које живе у заједници са многим биљним врстама и међусобно се испомажу (задржавају воду у мицелију, а ту воду користе биљке које помоћу коријења извлаче минералне материје неопходне за раст гљива),
- гљиве сапробионти (разлагачи) без чијег дјеловања у природи не би могло доћи до разлагања органских материја биљног поријекла.
- гљиве паразити које нападају живе биљке, људе и друге гљиве. Болести које узрокују биљке зову се микозе. Кроз мрежу танких хранидбених нити, гљиве упијају храну из живе или неживе органске материје.

Гљиве се размножавају: вегетативно (фрагментацијом мицелијума и пупљењем), бесполно и сполно. Бесполно размножавање се врши помоћу различитих спора, које према постанку могу бити: ендогене или егзогене (настају у проширењима која се зову конидије). Полно размножавање се врши помоћу гамета (изогамија, анизогамија, оогамија), који се стварају у диференцираним хифама мицелијума. Гљиве могу бити јестиве, љековите, психоактивне, халуциногене (Amanita muscaria) и отровне. 
Према грађи мицелија и карактеристикама полног процеса, разликујемо двије групе: Myxomycota - слузаве гљиве и Eumycota - праве гљиве. Слузаве гљиве имају голу протоплазму, без ћелијског зида и правилног облика. Имају амебоидно кретање, пузе по подлози и хране се мртвим органским материјама. Праве гљиве имају тијело изграђено од кончастих хифа које се преплићу градећи вегетативно тијело мицелијум. Оне се дијеле на: фикомицете (Phycomycetes), аскомицете (Ascomycetes) и базидиомицете (Basidiomycetes). 
- фикомицете (плијесни) имају вишеједарни мицелијум који најчешће није подијељен на ћелије. Најпознатији род је Mucor који се развија на хљебу, воћу, поврћу и другим намирницама. Плијесни или пероносподе узрокују болести на различитим биљкама. Размножавају се помоћу спора.
- аскомицете (мјешинарке) су добиле назив по акусима, кесастим проширењима у којима настају споре. Најпознатији родови су: Saccharomyces (квасац), који се користи у ферментацији шећера, те Pennicilium, који продукује антибиотик пеницилин.
- базидиомицете (стапчаре) имају споре које нису затворене у баздијама, завршним ћелијама хифа, већ се налазе на одвојеним дршкама. Базидије са базидиоспорама настају у крупним плодоносним тијелима, која су најсложеније грађена код печурака. Из подземног мицелијума развија се надземно меснато плодоносно тијело, које се састоји из дршке и шеширића. Доња страна шеширића носи зракасто поређане листиће, грађене од хифа, на којима се развијају базидије. Многе печурке су јестиве: рујница (Amanita caesarea), шамшињон (Agaricus campester), вргањ (Boletus sp.), али има и отровних: зелена пупавка (Amanita phalloides), мухара (Amanita muscaria), смрдљива сунцобранка (Lepiota crista). Житна рђа (Puccinia) напада житарице и тешко се сузбија.

Гљиве су широко распрострањене и имају велики економски значај: добри су разлагачи, служе као храна (богате су бјеланчевинама и фосфором), продукти метаболизма су антибиотици и микотоксини (најканцерогенија материја биолошког поријекла - алфатоксин, изолован из Aspergilus flavus). Индустријском ферментацијом помоћу гљива производи се етилалкохол (алкохолна ферментација - Saccharomyces), производња органских киселина (нпр. лимунске - Aspergillus niger) и ферментација сирева (сир рокфорт - Penicillium roquefortii).

## Лишајеви
Лишајеви су вишећелијски организми које убрајамо у ниже биљке, а представљају симбиозу гљива и алги. Алге врше фотосинтезу и тако омогућавају аутотрофни начин прехране, док гљиве добављају воду и минерале.
Лишај не творе све алге и гљиве, већ модрозелене или зелене алге, а од гљива се појављују најчешће мјешинарке, а рјеђе стапчарке. Тијело лишаја је грађено од више слојева. Спољни слој је кожнат и често обојен, грађен је од хифа које су густо распоређене, и има заштитну функцију. Испод је асимилацијски слој са мање хифа, а са много ћелија алги које врше фотосинтезу. Затим слиједи слој за измјену плинова, а грађен је од дугих хифа. Код лиснатих лишајева постоји на дну још један слој, који је грађом сличан спољном слоју, а служи за причвршћивање лишајева за подлогу на којој се налази. Лишајеви се размножавају полно и вегетативно. Полно се размножавају помоћу спора које се налазе у аскусу. Споре се избацују и, ако падну на погодну подлогу, онда проклијају. Вегетативно (бесполно) се лишајеви размножавају помоћу тјелашаца, која чине групе алги обавијених хифама гљива (соредија). Прскањем талуса оне се ослобађају, даље их разноси вјетар, те се из сваког соредија може развити цијело тијело лишаја. 
Лишајеви имају низ позитивних особина које човјек може искористити. Неке врсте су љековите (нпр. исландски лишај, који је познати лијек за кашаљ). Лишајеви се користе у добијању различитих хемијских супстанци, нарочито киселина које се користе у текстилној индустрији и производњи лакмус папира. 
Лишајеви су и пионири вегетације, што је уједно, и њихово највеће значење. Они су први организми који настањују неко станиште, стварајући тако услове за друге биљке и животиње, због својих врло малих животних потреба. Лишајеви су, такође, и биоиндикатори загађења ваздуха, због своје осјетљивости на загађени ваздух, те их зато није могуће наћи у већим градовима. За одређивање степена загађености ваздуха се користе најчешће лишајеви који расту на кори дрвећа.
Симптоми који се јављају код лишајева, ако дође до њиховог тровања са SO2 су:
- промјена боје са сиве или зелене у необично жуту, ружичасту или бијелу, што је резултат уништавања хлорофила,
- одљепљивање од подлоге
- смањена количина стељке, посебно код грмастих лишајева
- смањена производња спора
- прстенасти или полумјесечасти облик стељке, због примарног одумирања средишњег дијела.

Данас је познато око 25.000 врста лишајева. По облику се дијеле на: корасте (облик корице на стијенама или кори дрвећа), листасте (положен по подлози) и грмасте (на гранама дрвећа или на земљи). 

## Маховине
Маховине претежно живе на копну, а најуспјешније се развијају на влажним мјестима. Функцију коријена обављају ризоиди, кончасти израштаји који причвршћују биљку за подлогу. 
Провидна ткива (флоем и ксилем) нису развијена, па воду и минералне материје углавном упијају непосредно, цијелом површином тијела, или помоћу ризоида. Размножавају се полно са карактеристичном смјеном генерација. 
Гаметофит је доминантна хаплоидна фаза, а диплоидни спорофит је у потпуној зависности од гаметофита. Дијеле се на двије класе: 
- Јетрењаче (Marchantiopsida)расту на влажним мјестима. Листолики талус расте положен по подлози, а на попречном пресјеку се разликује горњи и доњи епидермис између кога се налази безбојно вишеслојно ткиво за фотосинтезу. Са доњег епидермиса полазе ризоиди. Размножавају се бесполно фрагментацијом талуса и полним начином. На мушким биљкама се развијају антеридије са сперматозоидима, а на женским архегоније са јајним ћелијама. Помоћу капи воде сперматозоиди се спајају са јајном ћелијом и у архегонијама се формира зигот у коме се образују споре. Споре су хаплоиде и клијају у нове биљке. Најчешћа врста је .
- Праве или листасте (Bryopsida) су сложеније грађе, стабаоце је причвршћено ризоидима, а на стабаоцету су спирално распоређени игласти листићи. Мушке биљке на врху образују антеридије, а женске флашолике архегоније. Из оплођене јајне ћелије развија се спорогон (спорофит генерација), који је причвршћен за вршни дио женске биљке, а састоји се од дршке и чахуре. Хаплоидне споре настају у чахури и разносе се путем вјетра. Из споре се развија зелена кончаста граната творевина (протонема). На протонеми се образује пупољчић који се развија у праву маховину. Наплоидној или гаметофит генерацији припадају: спора, протонема и биљка маховина са полним органима (антеридијама и архегонијама). Диплоидној или спорофит генерацији припада спорогон (од момента оплодње јајне ћелије до редукционе диобе и настанка спора). Најчешћа врста је власак (Polytrichum commune), који расте у влажним шумама и гради густе тепихе.

## Риниофита
Риниофита (Rhyniophyta) су фосилне биљке које су постигле виши степен тјелесне организације у односу на алге и почеле да живе на копну. У фосилном стању откривено је неколико врста, а најпознатија је Rhynia. То је биљка висине око 50 центиметара, имала је прави коријен, те рачвасто и безлисно стабаоце зелене боје које је вршило фотосинтезу. Претпоставља се да су се размножавале помоћу спора из којих се развијао гаметофит. Риниофите се сматрају прецима данашњих копнених биљака.

## Пречице
Пречице (Lycopodiophyta) су зељасте биљке које расту у сјеновитим и влажним шумама. Представник је Lycopodium, чије је дуго дихотомо гранато стабло по земљи положено и покривено игличастим листићима. Са доње стране стабаоца полазе корјенови, а са горње усправне гране које на врху носе спорангије са спорама. Клијањем спора развија се проталијум са антеридијама (носи сперматозоиде) и архегонијама (носи јајне ћелије), а након оплодње настаје зигот из кога се развија биљка спорофит генерације.

## Раставићи
Раставићи (Equisetophyta) су зељасте биљке чланковитог стабла са чијих чворова полазе гране, такође чланковите грађе. Надземна стабла преко зиме изумиру, у прољеће се развија стабло са класом, на врху, у коме настају спорангије. У току љета образује се зелено, гранато стабло чија је основна улога фотосинтеза. Представник је род Equisetum. 

## Праве папрати
Праве папрати (Polypodiophyta) су вишегодишње зељасте биљке, прве праве кормофите. Лист папрати обавља двије улоге, фотосинтезу и учествује у процесу размножавања. 
Најчешће на наличју листа развијају се гомилице спорангија, које се називају соруси. Представници су Nephrodium, Pteridium, итд. Биљка представља генерацију спорофит на којој се развијају спорангије, најчешће на наличју листа (филоспорне), рјеђе на изданку (стахиспорне). У спорангијама се могу развијате споре исте (изоспоре) или различите по величини (хетероспоре), Клијањем у повољним условима из споре се развија проталијум. На проталијуму развијају се антеридије и архегоније, а у њима мушки и женски гамети (гаметофит генерација). Послије оплодње развија се зигот који клија у нову биљку (спорофит генерација). За папрати је карактеристична хетероморфна и хетерофазна смјена генерација. Док неке водене врсте имају листове дуге 2,5 центиметара, такозване дрвенасте папрати имају стабла висока и до 20 метара са листовима преко 4 метра, те расту у тропским и суптропским влажним шумама. Потичу из Аустралије, Новог Зеланда, јужне Африке и Јужне Америке. Дрвенасте папрати, у ствари, нису дрвећа, гледано са морфолошког аспекта. Њихова стабла су ризоми који расту усправно, а са њих се (као и са свих других папрати) развијају листови. Не треба их мијешати са папратима које живе на дрвећу (чак и на самим дрвенастим папратима), а познате су под називом епифитске папрати. Расту добро и на сиромашним земљиштима, али траже доста воде и влаге у ваздуху. Размножавају се дијељењем ризома (вјештачки), или спорама у природним условима. Траже добру заштиту од вјетра, због својих великих листова. 

## Голосјеменице
Голосјеменице (Pinophyta, Gymnospermae) се могу подијелити на пет основних класа:
- Сјемене папрати (Liginopteridopsida) су најпримитивнија група голосјеменица. Код њих се први пут јавља сјемени заметак. То су биле дрвенасте биљке, крупних листова који су изгледали као листови данашњих папрати. Представниг је род Lyginopteris.
- Цикаси (Cycadopsida) су распрострањени у топлијим предјелима, стабла имају крупно лишће, најчешће перасто подијељено, слично палмама. Органи за размножавање смјештени су у мушким и женским шишарицама. Мушке шишарице носе поленове кесе, а полен се помоћу вјетра разноси до сјеменог заметка. Сјеме цикаса садржи хранљиво ткиво и крупну клицу из које се развија биљка спорофит. Најпознатији род је .

- Лијане (Gnetopsida) су полудрвенасти или дрвенасти шибови који расту у топлим стаништима, а могу се наћи и у пустињским предјелима. Око сјеменог заметка имају творевине које подсјећају на омотаче цвјетова код биљака цвјетница, па их неки сматрају прецима цвјетница. Значајнији родови су:
- Гинко (Ginkgopsida) данас има само једну врсту, Ginkgo biloba. Гинко је листопадно дрво до 40 центиметара висине са гранатом круном пирамидалног облика. Лиска је на дугој дршци и дубоко по средини усјечена. Гинко је дводома биљка. Мушка биљка образује ресе на којима настају прашници, а полен се разноси вјетром. Женска биљка, заједно са китом листова образује неколико дршки које на својим врховима носе по два сјемена заметка. У дивљем стању расте само у Кини.
- Четинари (Pinopsida) се одликују секундарним дебљањем стабла и коријена, а проводни судови су типа трахеида.

Већином су зимзелена дрвећа, а њихово игличасто лишће опада послије 2-13 година. То су једнодоме биљке. Мушка шишарица има спирално поређане љуспасте листиће - микроспорофили, који на доњој страни имају по двије поленове кесице. Поленова зрна имају по два крилата израштаја ради бољег разношења вјетром. Женска шишарица има спирално распоређене заштитне љуспе, које у пазуху носе по једну плодну љуспу у којој се развијају два сјемена заметка. У четинаре убрајамо: бор (Pinus), јелу (Abies), смрчу (Picea), чемпрес (Cupressus), клеку (Juniperus), тису (Taxus), кедар (Cedrus), итд. Међу четинарима једино ариш (Larix) сваке године у прољеће образује ново лишће. 

## Скривеносјеменице
Скривеносјеменице или критосјемењаче (Magnoliophyta, Angiospermae) су највећа група зелених копнених биљака и изгледом су јако разноврсне, али их повезује то што се код њих сјеме налази унутар плода. У проводном систему, поред трахеида и трахеја, јављају се ситасте цијеви и ћелије пратилице. Одликују се још јаче израженом редукцијом гаметофит генерације, те новим творевинама у еволуцији биљака, плодовима, сјеменима и цвијетом као органом за размножавање. Једнополни цвјетови се опрашују помоћу вјетра, а код већине врста, цвјетови су двополни и опрашивање врше инсекти, птице и други опрашивачи. Осим дрвенастих, постоји и велики број зељастих врста. Број врста скривеносјеменица је око 250.000. 
Величине су од око 1 милиметар (нпр. плутајућа биљка Wolffia) до преко 80 метара (нпр. неки представници рода Eucaliptus).
Скривеносјеменице могу живјети у најсуровијим условима пустиња и обода арктичке тундре, али највећу разноврсност имају у предјелу тропских (екваторијалних) кишних шума. Већина води самосталан живот и исхрањује се процесом фотосинтезе, али постоје и паразитске и сапрофитске форме. 
Значај скривеносјеменица за копнене екосистеме је огроман. Оне у већини случајева чине највећу биомасу у екосистему, а својим изгледом и бројношћу одређују изглед и структуру екосистема. 
Имају велики значај за човјека, јер скоро све биљке које он гаји ради сопствене и исхране домаћих животиња, припадају скривеносјеменицама. Поријекло скривеносјеменица од велике групе голосјеменица (изумрлих и савремених) још увијек није разјашњено у потпуности. Бројна су питања на која треба пронаћи одговор, а једно од њих је и настанак хермафродитног цвијета скривеносјеменица.
Традиционално, група скривеносјеменице (Magnoliophyta) има таксономски статус раздјела, а дијели се на двије велике класе: дикотиледоне биљке (Magnoliopsida, Dicotyledoneae) и монокотиледоне биљке (Liliopsida, Monocotyledoneae). 
Монокотиледоне биљке сматрају се филогенетски млађима и да су настале од дикотиледоних, а постоји читав низ група дикотиледоних биљака са појединим карактеристима монокотиледоних. Дикотиледоне биљке су бројније и укључују око 325 породица са 10.000 родова и око 175.000 врста. Значајније фамилије заступљене на нашим просторима су: љутићи (Ranunculaceae), букве (Fagaceae), брезе (Betulaceae), конопље (Cannabaceae), купус (Brassicaceae), сљез (Malvaceae), руже (Rosaceae), махунарке (Fabaceae), целер (Apiaceae), помоћнице (Solanaceae), уснатице (Lamiaceae), зијевалице (Scrophulariaceae), главочике (Asteraceae), љиљани (Liliaceae), нарциси (Amaryllidaceae), перунике (Iridaceae), каћуни (Orchidaceae), шашеви (Cyperaceae), траве (Poaceae), итд.